# Rio Bâlta
O Rio Bâlta é um rio da Romênia afluente do rio Bistriţa, localizado no distrito de Gorj.